# ヒマンシュ・ラーイ
ヒマンシュ・ラーイ（Himanshu Rai、1892年 - 1940年5月16日）は、インドの映画製作者。インド映画のパイオニアの一人であり、妻デーヴィカー・ラーニーと共に映画製作会社ボンベイ・トーキーズを設立した。代表作に『亜細亜の光』『シーラーズとセリマ』『南国千一夜』がある。

## 生涯

### キャリア

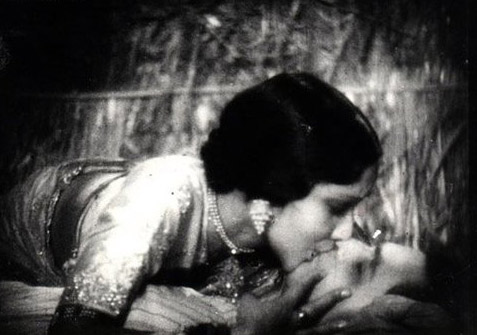
『カルマ』のラーイとデーヴィカーのキスシーンは「インド映画で最初のキスシーン」と言われている。

ベンガル貴族の出身で、サンティニケタンの学校に進学した。法学の学位を取得した後にコルカタを離れ、ロンドンに移住して弁護士となった。1922年にラーイは同地で脚本家のニランジャン・パルと出会っている。この出会いをきっかけに『アジアの光』を製作することになり、ラーイはフランツ・オステンと共同監督を務めた。また、『南国千一夜』の製作中にニランジャンの紹介でラビンドラナート・タゴールの大姪デーヴィカー・ラーニーと出会い、1929年に彼女と結婚した。
1934年に妻デーヴィカー、ニランジャンと共に映画製作会社ボンベイ・トーキーズを設立した。ラーイはサシャダール・ムカルジーと提携し、彼の兄弟をスタッフに起用した。彼は、ある映画の撮影中に主演俳優と妻デーヴィカーの関係を疑い主演俳優を解雇し、代わりにアショーク・クマールを起用し、アショークは俳優としてのキャリアを成功させたという。

### 死後
ラーイの死後、会社の運営を巡りデーヴィカーとムカルジー、アショークの対立が顕在化して二重経営状態となった。ムカルジーとアショークは後に独立して映画製作会社フィルミスタンを設立し、彼が離脱したボンベイ・トーキーズは零落した。デーヴィカーは1945年にスヴャトスラフ・レーリヒと再婚し、映画製作から引退した。アショークは後にボンベイ・トーキーズに戻り、1949年に『Mahal』を製作してボンベイ・トーキーズを再興している。

## フィルモグラフィ

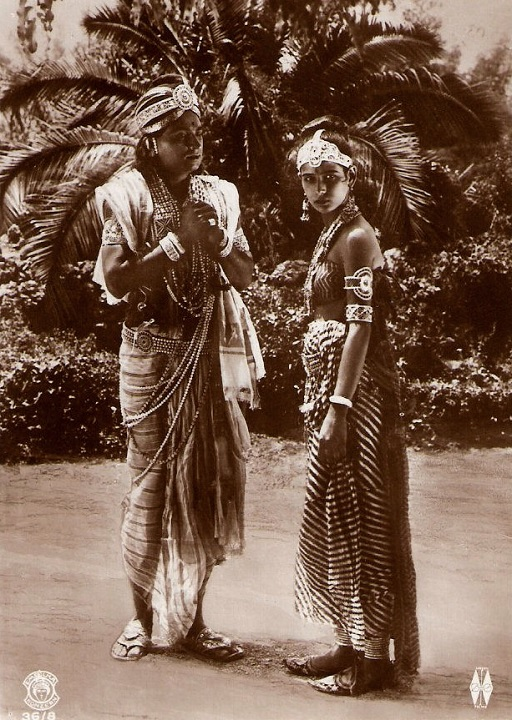
『亜細亜の光』撮影時のヒマンシュ・ラーイとシータ・デヴィ

- 亜細亜の光（英語版）（1925年） - 監督、出演
- シーラーズとセリマ（英語版）（1928年） - 製作、出演
- 南国千一夜（英語版）（1929年） - 製作、出演
- カルマ（英語版）（1929年） - 製作、出演
- Jeevan Naiya（1934年） - 製作
- Jawani Ki Hawa（1935年） - 製作
- Janmabhoomi（1936年） - 製作
- 不可触民の娘（1936年） - 製作
- Savitri（1937年） - 製作
- Jeevan Prabhat（1937年） - 製作
- Izzat（1937年） - 製作
- Kangan（1939年） - 製作